# ARPIN
ARPIN (англ. Actin related protein 2/3 complex inhibitor) – білок, який кодується однойменним геном, розташованим у людей на короткому плечі 15-ї хромосоми. Довжина поліпептидного ланцюга білка становить 226 амінокислот, а молекулярна маса — 24 943.
| 10         |  | 20         |  | 30         |  | 40         |  | 50         |
| ---------- |  | ---------- |  | ---------- |  | ---------- |  | ---------- |
| MSRIYHDGAL |  | RNKAVQSVRL |  | PGAWDPAAHQ |  | GGNGVLLEGE |  | LIDVSRHSIL |
| DTHGRKERYY |  | VLYIRPSHIH |  | RRKFDAKGNE |  | IEPNFSATRK |  | VNTGFLMSSY |
| KVEAKGDTDR |  | LTPEALKGLV |  | NKPELLALTE |  | SLTPDHTVAF |  | WMPESEMEVM |
| ELELGAGVRL |  | KTRGDGPFLD |  | SLAKLEAGTV |  | TKCNFTGDGK |  | TGASWTDNIM |
| AQKCSKGAAA |  | EIREQGDGAE |  | DEEWDD     |  |            |  |            |

A: Аланін

C: Цистеїн

D: Аспарагінова кислота

E: Глутамінова кислота

F: Фенілаланін

G: Гліцин

H: Гістидин

I: Ізолейцин

K: Лізин

L: Лейцин

M: Метіонін

N: Аспарагін

P: Пролін

Q: Глутамін

R: Аргінін

S: Серин

T: Треонін

V: Валін

W: Триптофан

Задіяний у такому біологічному процесі, як альтернативний сплайсинг. 
Локалізований у клітинних відростках.